# Rozbitek

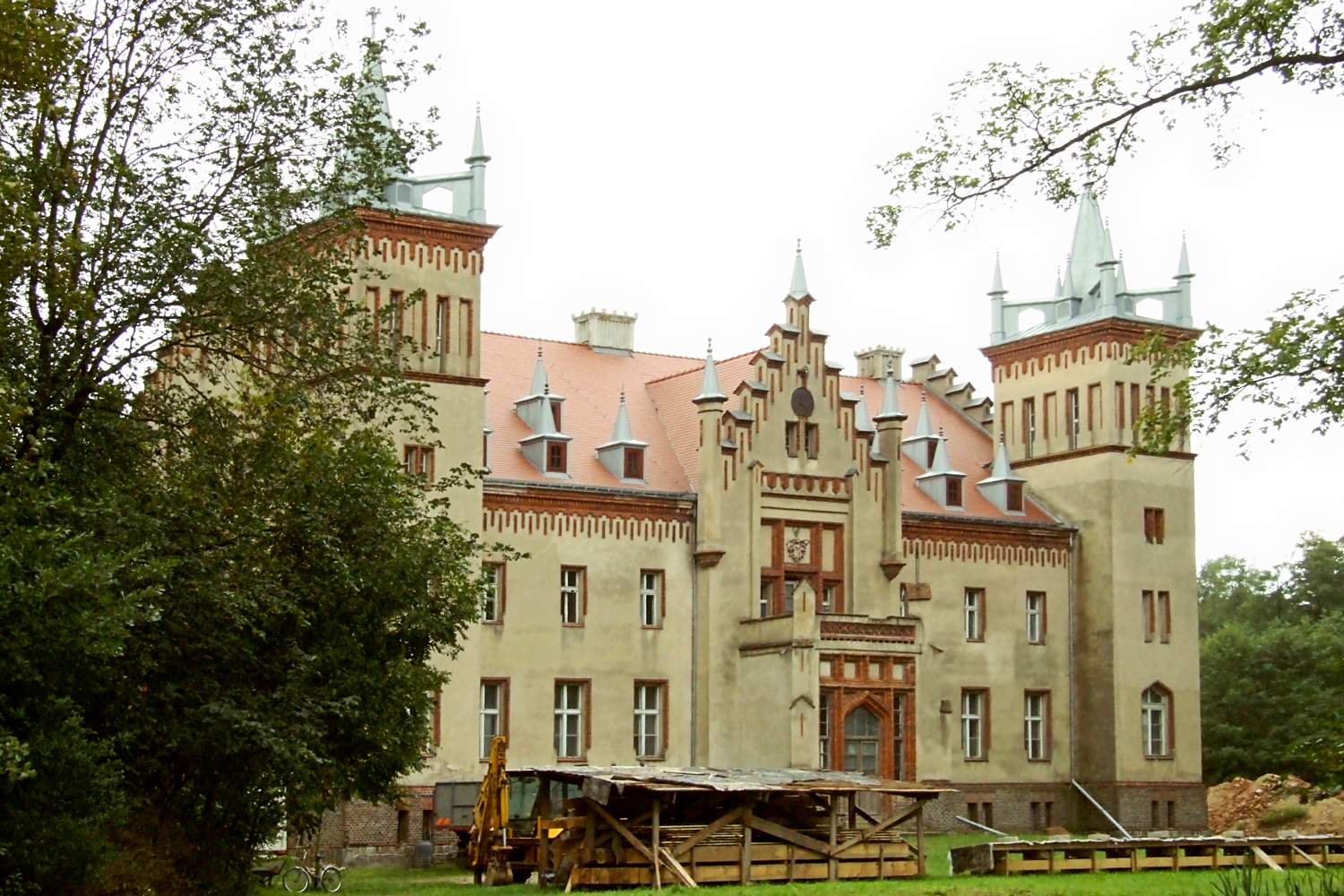
Schloss in Rozbitek

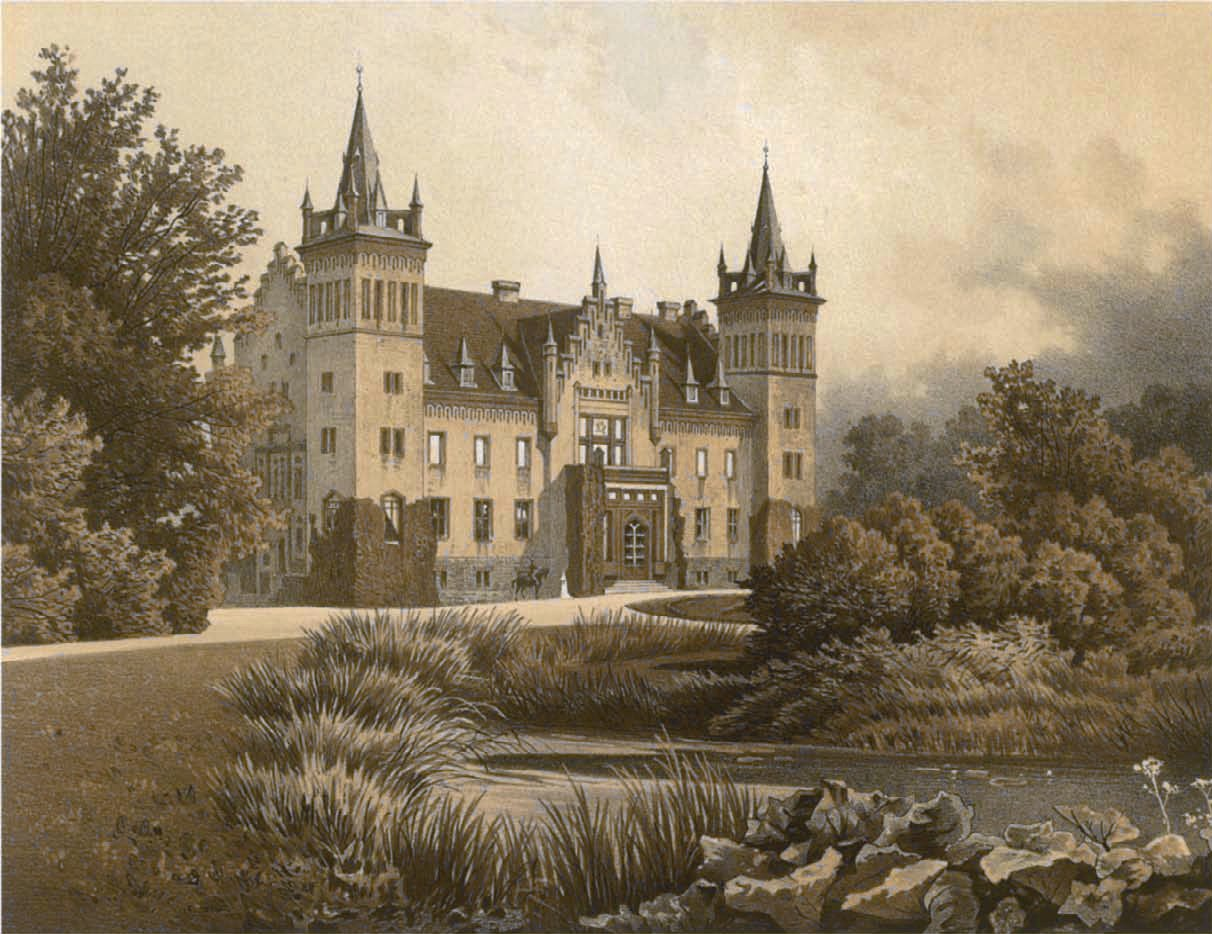
Schloss Rozbitek, um 1860, Sammlung Alexander Duncker

Rozbitek (früher auch Roszbitek, 1943–1945 Reichenhof) ist ein Dorf in Polen, in der Gemeinde Kwilcz, in der Woiwodschaft Großpolen.

## Geographische Lage
Der Ort liegt in der historischen Region Großpolen, etwa 13 Kilometer östlich von Międzychód (Birnbaum) und 61 Kilometer westlich der Stadt Posen.

## Geschichte
Die Ortschaft gehörte bis zum Ende des Ersten Weltkriegs  zum Kreis Birnbaum, Regierungsbezirk Posen, der preußischen Provinz Posen. Im Jahr 1871 hatten Dorf und Rittergut Rozbitek zusammen 23 Wohngebäude, die auf vier Wohnplätze verteilt waren und in denen 43 Familien lebten. Im Jahr 1895 hatte das Dorf allein  131 Einwohner.  Am 30. April 1910 wurde die Landgemeinde Rozbitek aus dem Kreis Birnbaum ausgegliedert und in die Gutsbezirke Kreuzwehr und Lewitz des Landkreises Meseritz eingegliedert.  Der Kreis Birnbaum mit dem Gutsbezirk Rozbitek musste nach Kriegsende und dem Posener Aufstand 1919 aufgrund der Bestimmungen des Versailler Vertragswerks an die Zweite Polnische Republik abgetreten werden.

### Demographie
| Jahr | Einwohnerzahl | Anmerkungen                                         |
| ---- | ------------- | --------------------------------------------------- |
| 1816 | 159           | [ 3 ]                                               |
| 1867 | 433           | am 3. Dezember                                      |
| 1871 | 397           | darunter 115 Evangelische, 281 Katholiken, ein Jude |
| 1910 | 357           | Gutsbezirk, am 1. Dezember                          |

## Sehenswürdigkeiten
- Schloss Rozbitek mit Parkanlage, erbaut in den Jahren 1856–58 für den damaligen Rittergutsbesitzer  Georg von Reiche.  2003 kam das Schloss in den Besitz des polnischen Komponisten und  Oscar-Preisträgers  Jan A. P. Kaczmarek. Das Gebäude wurde in der jüngeren Vergangenheit gelegentlich  für musikalische Veranstaltungen genutzt.